# Tóc tiên hồng to

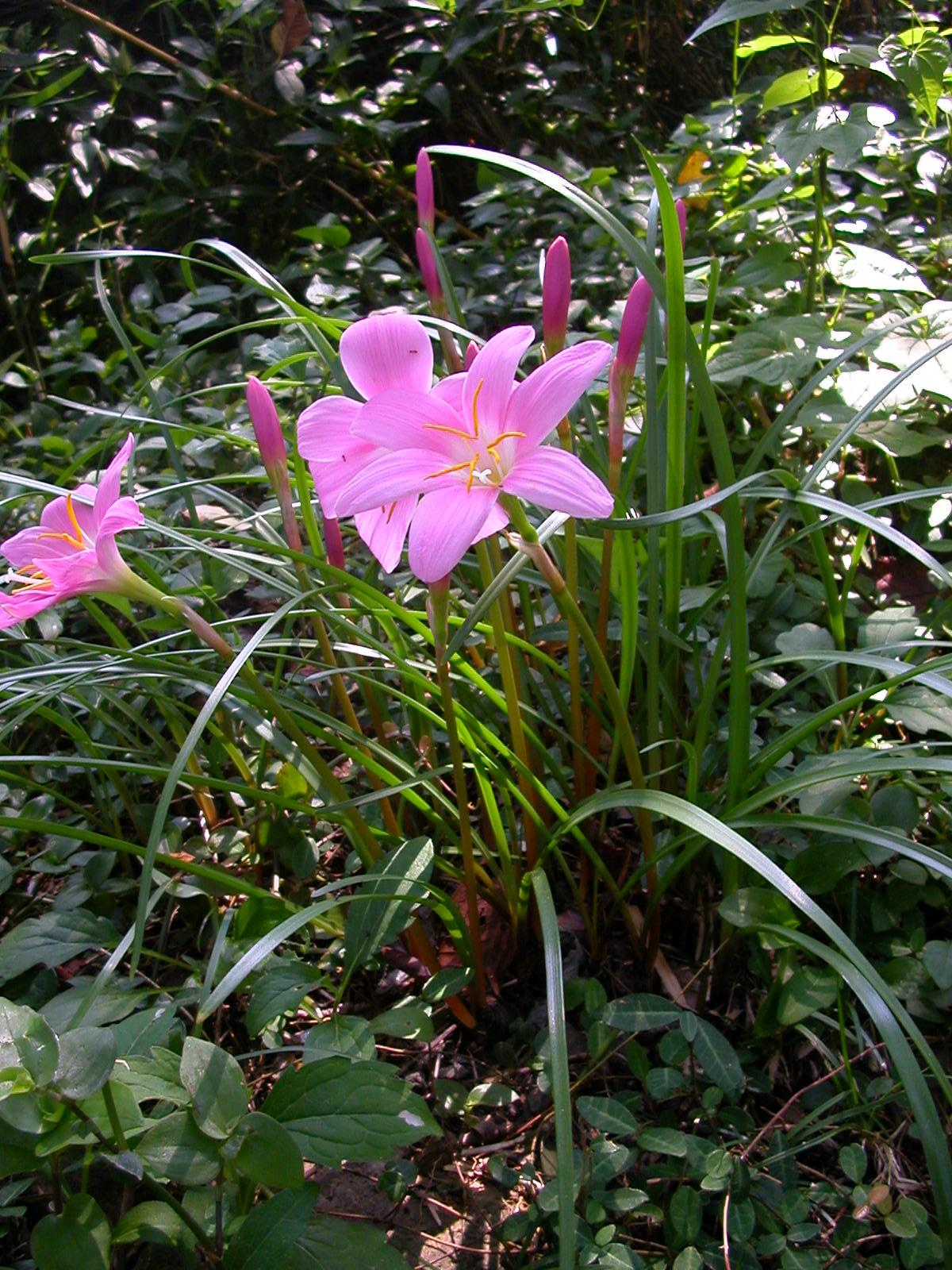
Zephyranthes carinata tại Nishiizu, tỉnh Shizuoka, Nhật Bản.

Tóc tiên hồng (danh pháp hai phần: Zephyranthes carinata), còn có tên khác là hoa báo vũ, là một loài cây bản địa ra hoa sống lâu năm của vùng Trung Mỹ. Loài này có các bông hoa màu hồng tươi có kích thước lớn, khoảng 10 cm (3,9 in), và các lá hình dải màu xanh lá cây. Trong tự nhiên, chúng được tìm thấy ở những nơi ẩm ướt, thoáng và thường gần các vùng rừng.
Giống như các loài loa kèn mưa khác, tóc tiên hồng to nở hoa ngay sau các cơn mưa lớn. Chúng được trồng rộng rãi trong các khu vườn, phải để chúng trải qua mùa đông trong thời tiết ấm áp.

## Miêu tả
Tóc tiên hồng phát triển từ các thân hành hình cầu có vảy với đường kính 2 đến 3 cm (0,79 đến 1,18 in). Lớp vỏ có màu đỏ vang. Mỗi thân hành có từ bốn đến sáu chiếc lá dài và dẹt. Mỗi chiếc lá dài 15 đến 30 cm (5,9 đến 11,8 in) và rộng 6 đến 8 cm (2,4 đến 3,1 in), lá cây có màu hơi đỏ ở đáy và có màu lục tươi trong phần còn lại.
Các bông hoa có hình phễu và đơn lẻ, với bao hoa màu hồng đến đỏ hồng. Hoa mọc thẳng đứng hoặc hơi nghiêng và cán hoa dài 10 đến 15 cm (3,9 đến 5,9 in). Các sợi nhị hoa có hai mức chiều dài là 15 mm (0,59 in) và 21 mm (0,83 in). Bao phấn dài 6 mm (0,24 in). Vòi nhụy có hình chỉ.
Những bông hoa phát triển thành các quả nang có hình cầu với ba thùy. Các hạt đen bóng và phẳng.

## Phân loại
Tóc tiên hồng thuộc chi Zephyranthes của tông Hippeastreae. Nó được phân thuộc phân họ Amaryllidoideae của họ Loa kèn đỏ (Amaryllidaceae). Theo phân loại rộng hơn, loài này đôi khi cũng được liệt kê vào họ Loa kèn (Liliaceae).
Tóc tiên hồng thường được gọi là Zephyranthes grandiflora, đặc biệt là trong nghề làm vườn. Song tên Zephyranthes carinata ra đời trước, do vậy Z. grandiflora được coi là không cần thiết và không hợp lệ. Một danh pháp khác trước đây được xác định là đồng nghĩa với Z. carinata thì nay đã được coi là một loài khác - Zephyranthes minuta.

## Danh pháp
Z. carinata còn được gọi là 'loa kèn mưa hồng', 'loa kèn ảo thuật hồng'. Giống như các loại loa kèn mưa khác, loài này chỉ nở hoa sau các cơn mưa lớn. Tuy nhiên, có thể khiến tóc tiên hồng to ra hoa quanh năm bằng cách duy trì độ ẩm.
Đây là một trong ba loài loa kèn mưa thường được gọi là 'loa kèn mưa hồng'. Hai loài còn lại là Zephyranthes rosea (tóc tiên hồng) và Habranthus robustus. Loa kèn hồng là loài nhỏ hơn nhiều và hoa có màu xanh lá cây ở trung tâm. H. robustus, trên một phương diện khác, có màu hồng nhạt hơn và các bông hoa uốn cong hơn.

## Phân bố và môi trường sống
Tóc tiên hồng là loài bản địa của Trung Mỹ, từ México đến Colombia. Nó đã được du nhập đến các khu vực khác và đã phù hợp với thủy thổ rộng khắp nhiều nơi. Chúng thường được tìm thấy ở các đồng cỏ thưa hay các sườn đồi.

## Sử dụng
Tóc tiên hồng được trồng rộng rãi để làm cây cảnh. Chúng có thể chịu được nhiệt độ lạnh hơn so với các loài khác của chi Zephyranthes.

## Độc tố
Giống như các loài khác của chi Zephyranthes, tóc tiên hồng có chứa các chất độc ancaloit bao gồm pretazettine, carinatine, lycorine, galanthamine, và haemanthamine. Nếu ăn phải, nó có thể gây nôn, co giật, và tử vong.